# 왕모중
왕모중(王毛仲, ？~731년)은 중국 당 현종(唐玄宗) 시대의 무장이다. 금군장령(禁軍將領)의 지위까지 올랐다.
고구려인 출신으로 아버지 왕구루는 유격장군을 지냈으나 죄를 지어 노비로 떨어졌다. 당 현종(이융기)이 임치왕(臨淄王)이던 시절부터 가노로써 임치왕을 섬겼으며, 마찬가지로 고구려인 출신인 이인덕과 함께 임치왕을 보좌하였다. 임치왕이 태자가 된 뒤에는 동궁의 매와 사냥개를 맡아 보았다.
위황후 및 태평공주(太平公主)와 임치왕의 대립에서 임치왕을 도와 공을 세웠으며, 임치왕이 태자로써 예종(睿宗)의 양위에 의해 황제로 즉위하자 대장군(大將軍)에 제수되고, 소지충(萧至忠) 등을 주살한 공으로 보국대장군(輔國大將軍)이 된다. 개원(開元) 9년(721년)에 삭방도방어토격대사(朔方道防御討擊大使)가 되었다.
개원 18년(730년) 현종에 대해 원망하는 말을 꺼낸 것을 평소 왕모중을 시기하던 환관 고력사(高力士)가 이를 현종에게 알렸고, 이듬해인 개원 19년(731년) 왕모중은 영릉(零陵)으로 유배당했고, 영주(永州)에서 교살되었다. 왕모중과는 사돈이었던 금군장령 갈복순(葛福顺)을 비롯해 이인덕, 당지문, 왕경요, 고광제 등도 왕모중의 당여라 하여 좌천되었다.
자녀로는 수정(守貞), 수렴(守廉), 수경(守慶), 수도(守道) 등의 아들과 갈복순의 아들에게 시집간 딸 한 명이 있었다고 알려져 있다. 이들도 아버지의 실각 이후 한직으로 좌천당했다.

## 참고 문헌
- 《구당서》
- 《신당서》
- 지배선 《중국 속 고구려 왕국 제》 더불어책, 2007년
- 최진열 《대륙에 서다》 미지북스, 2010년